# Línea Kitchener
La Línea Kitchener es una de las siete líneas de tren del sistema GO Transit en el área metropolitana de Toronto, Ontario, Canadá. Se extiende hacia el oeste desde Union Station en Toronto hasta London en Kitchener, aunque la mayoría de los trenes se originan y terminan en Brampton fuera de las horas pico. Un proyecto inicial de dos años que comenzó en octubre de 2021, la cual extiende la línea hacia el oeste hasta London, Ontario.

## Historia

### Servicios
La línea GO Transit Georgetown se inauguró el 29 de abril de 1974, convirtiéndose en la segunda línea de la red ferroviaria GO Transit. El servicio el cual operaba entre Georgetown y Union Station, reemplazando un servicio de cercanías previamente operado por Canadian National Railway (CN).
El servicio se extendió más allá de Georgetown a Guelph el 29 de octubre de 1990, pero se redujo nuevamente a Georgetown el 2 de julio de 1993.
El servicio limitado del mediodía entre semana se introdujo en abril de 2002, con cuatro trenes en cada dirección entre Union y Bramalea. Estos trenes se descontinuaron en 2011 para facilitar la construcción del proyecto Georgetown South Expansion.

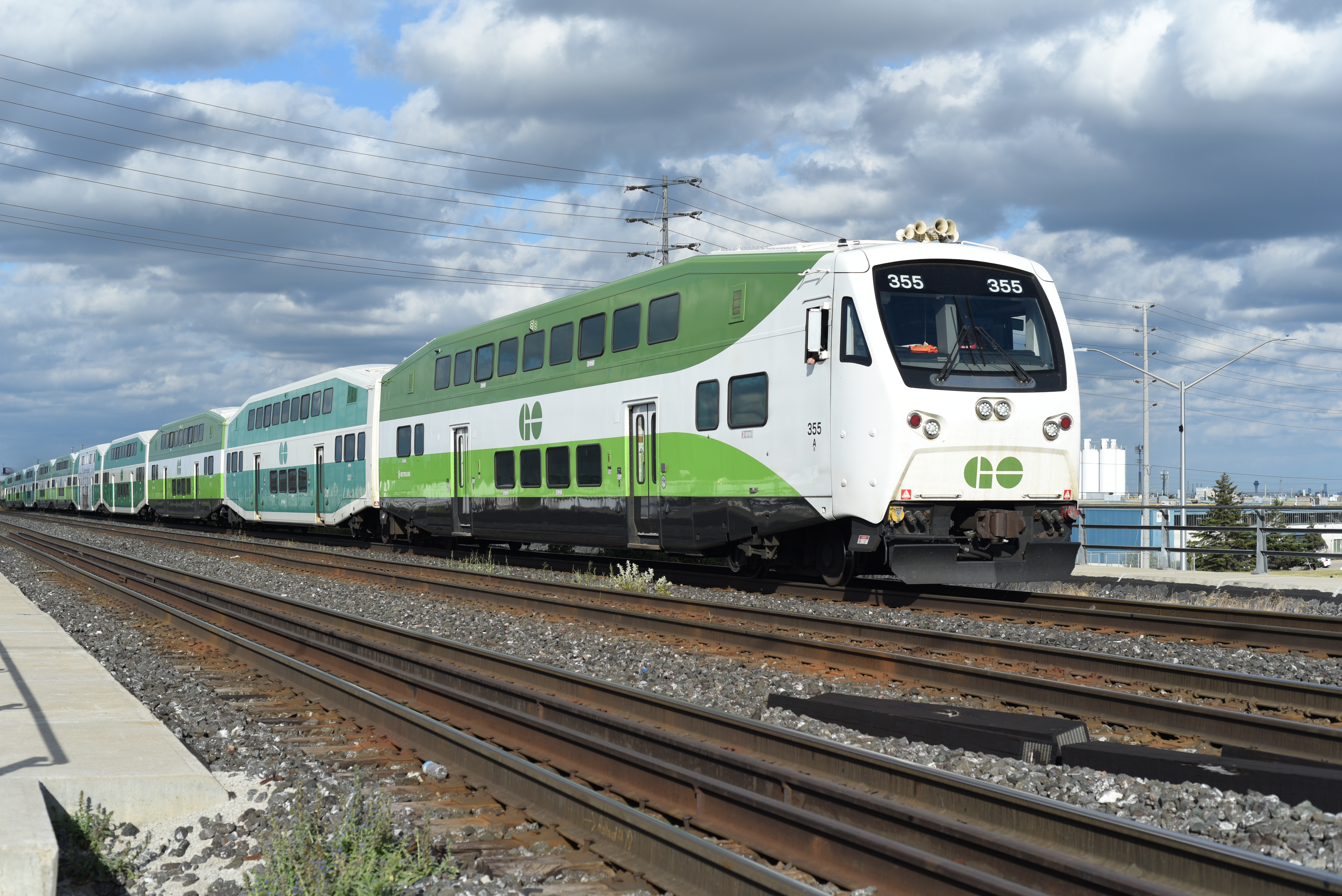
Tren en dirección oeste en el paso elevado de Dixie Rd en Brampton, Ontario.

El 19 de diciembre de 2011, la línea Georgetown pasó a llamarse Línea Kitchener cuando el servicio se amplió a Kitchener, haciendo una parada intermedia en Guelph. Otra parada intermedia, Acton, abrió el 7 de enero de 2013.
El servicio del mediodía entre semana se reintrodujo en septiembre de 2015, con un servicio por hora entre Mount Pleasant y Union.
En septiembre de 2019, GO Transit introdujo un servicio limitado de trenes fuera de las horas pico a lo largo de toda la línea, con dos nuevos viajes de ida y vuelta entre semana que operan entre Toronto y Kitchener fuera de los períodos pico.
El 18 de octubre de 2021, comenzó el servicio a London, Ontario como proyecto inicial; un tren por día laborable en cada dirección funciona como una extensión del servicio de la línea Kitchener, con paradas intermedias en Stratford y St. Marys. La estación de Via Rail existente en cada comunidad sirve como cada parada.
El 8 de abril de 2023, se introdujo el servicio de fin de semana por hora entre Mount Pleasant y Union, con conexiones de autobús expreso de Kitchener en Bramalea. Desde que se introdujo el servicio de fin de semana, los pasajeros se han quejado del hacinamiento en los nuevos autobuses expresos entre Bramalea y Kitchener, lo que en ciertos momentos provocó que algunos pasajeros no pudieran abordar los autobuses. El estudiante de la Universidad de Waterloo, Justin Fan, un pasajero habitual de la línea, dijo a CBC News: "Definitivamente tuve que retrasar otra hora de mi viaje, lo cual es muy terrible considerando que ya es un viaje más largo que conducir. Esperar una hora extra en la estación no es tan buena".

### Infraestructura
Como parte del Programa de mejora del ferrocarril GO Transit, el West Toronto Diamond se separó por grados. El ferrocarril Metrolinx Weston, que transporta la línea Kitchener, así como los trenes Union Pearson Express y Via, se hundió en una zanja para pasar por debajo de la línea principal del norte de Toronto de CP. Los trenes comenzaron a utilizar la nueva separación de grados en mayo de 2014.
El proyecto de expansión ferroviaria de Georgetown South se inició en 2009 con Metrolinx ahora como su proponente. El proyecto representó un aumento significativo en la capacidad ferroviaria, ya que el antiguo ferrocarril de una o dos vías se amplió a 4 vías dentro de Toronto, con un total de 8 vías donde la línea Milton y la línea Barrie comparten el corredor. Se eliminaron todos los pasos a nivel a lo largo del corredor mediante pasos inferiores de ferrocarril o calzada. El plan permitiría una mayor frecuencia de trenes en la ruta, aumentando el servicio de aproximadamente 50 por día a alrededor de 300. Atrajo críticas de los grupos comunitarios de Weston, que se oponían al mayor uso de locomotoras diésel sobre la base de la contaminación del aire. En cambio, prefirieron que el corredor estuviera electrificado. El grupo también ha solicitado más estaciones a lo largo de la ruta.

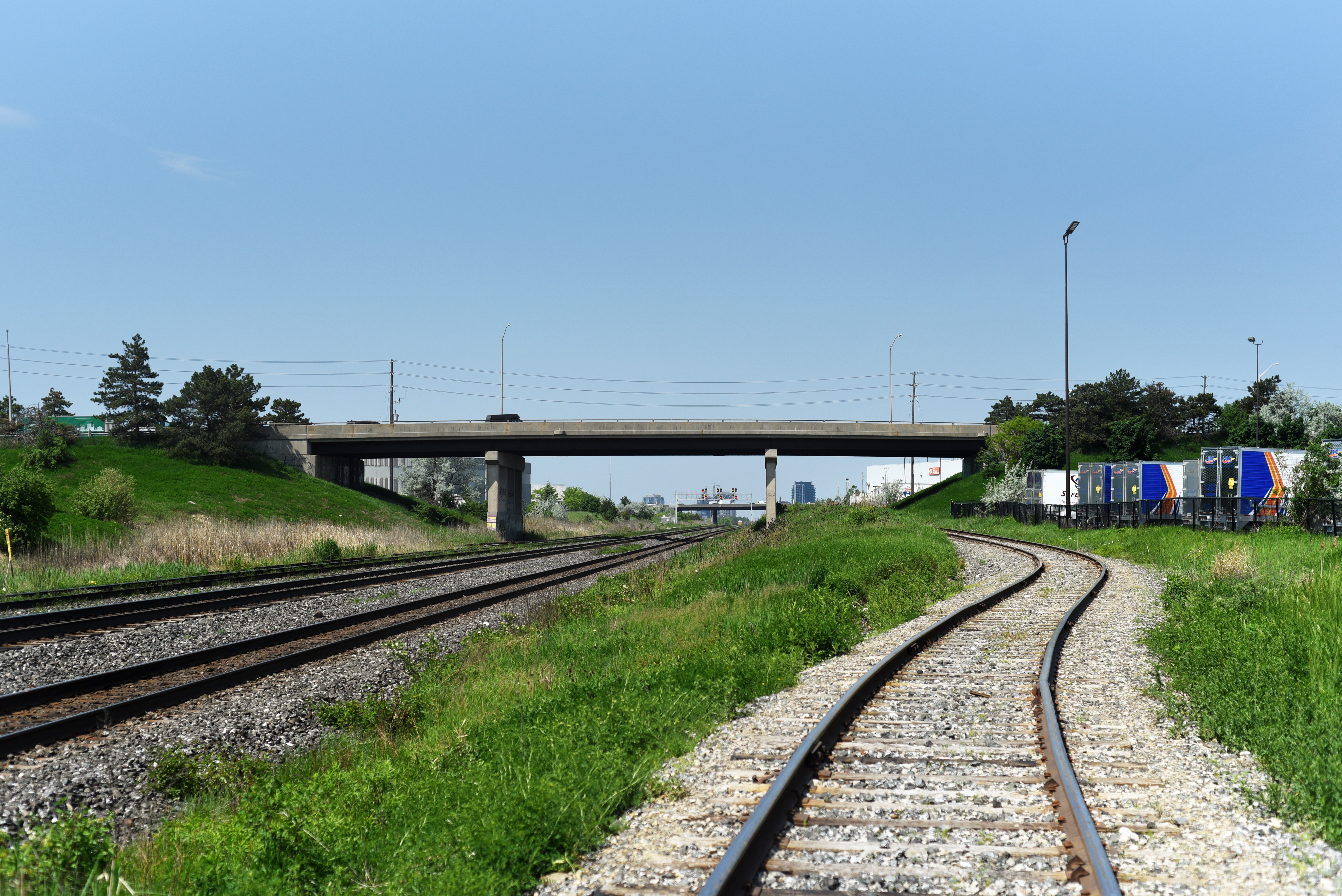
Vías de la línea en 2022.

Posteriormente, el proyecto de Georgetown South se redujo en alcance debido a sobrecostos: el corredor se amplió a tres vías, y la cuarta vía, así como las vías dedicadas de la línea Barrie, se pospusieron para proyectos futuros. La construcción en la subdivisión de Weston terminó en 2015, lo que permitió que Union Pearson Express comenzara a operar, mientras que el trabajo de vía adicional en el corredor ferroviario de Union Station continuó en 2016.
En 2009, Metrolinx compró 26 kilómetros de vía a lo largo del corredor de Toronto a Bramalea por $ 160 millones. En septiembre de 2014, compró los 53 kilómetros de vías de Georgetown a Kitchener de CN por $ 76 millones.
En 2019, Metrolinx llevó a cabo una serie de foros públicos sobre la electrificación de la línea Kitchener de Georgetown a Kitchener, en un cambio de su anterior plan Regional Express Rail, que pedía la continuación del servicio de trenes diésel en la parte occidental de la línea. Los planes de electrificación reafirmaron los objetivos generales de Metrolinx de mejoras en el lecho de la vía y el puente, secciones de la línea con seguimiento cuádruple y la adición de una estación en Breslau.

## Estaciones
Las estaciones de la línea son:
| Estación             | Ubicación    | Conexiones                                           |
| -------------------- | ------------ | ---------------------------------------------------- |
| London               | London       | Otros servicios                                      |
| St. Marys            | St. Marys    | Otros servicios                                      |
| Stratford            | Stratford    | Otros servicios                                      |
| Kitchener            | Kitchener    | Otros servicios - GRT                                |
| Breslau              | Woolwich     | (Estación propuesta)                                 |
| Guelph               | Guelph       | Otros servicios - Guelph Transit                     |
| Acton                | Halton Hills | Otros servicios                                      |
| Georgetown           | Halton Hills | Otros servicios                                      |
| Mount Pleasant       | Brampton     | Otros servicios - Brampton Transit - : 505, 561      |
| Brampton             | Brampton     | Otros servicios - Brampton Transit - : 501, 502, 561 |
| Bramalea             | Brampton     | Otros servicios - Brampton Transit - : 511           |
| Malton               | Mississauga  | Otros servicios - MiWay - : 501, 502, 561            |
| Etobicoke North      | Toronto      | Otros servicios - TTC                                |
| Weston               | Toronto      | Otros servicios - UP - TTC                           |
| Mount Dennis         | Toronto      | (Apertura 2023) Otros servicios - UP - TTC           |
| St. Clair-Old Weston | Toronto      | (Estación planeada) Otros servicios - TTC            |
| Bloor                | Toronto      | Otros servicios - UP - Dundas West - TTC             |
| King-Liberty         | Toronto      | (Estación planeada) Otros servicios - TTC            |
| Union Station        | Toronto      | Otros servicios - UP - Union - TTC                   |